# Philipp Müller-Gebhard
Pour les articles homonymes, voir Philipp Müller et Müller.
Philipp Müller-Gebhard (15 octobre 1889 à Heidelberg - 2 juillet 1970 à Ludwigsburg) est un Generalleutnant allemand qui a servi au sein de la Heer dans la Wehrmacht pendant la Seconde Guerre mondiale.
Il a été récipiendaire de la Croix de chevalier de la Croix de fer. Cette décoration est attribuée pour récompenser un acte d'une extrême bravoure sur le champ de bataille ou un commandement militaire avec succès.

## Biographie
Müller-Gebhard rejoint le 16 novembre 1914 le 111e régiment d'infanterie en tant que commandant adjoint de la compagnie M.G.
Philipp Müller-Gebhard est capturé par les troupes américaines en mai 1945 et reste en captivité jusqu'en 1947.

## Décorations
- Croix de fer (1914)
  - 2e Classe (14 octobre 1914)
  - 1re Classe (6 juin 1915)
- Croix d'honneur
- Médaille du Mur de l'Ouest (28 février 1940)
- Agrafe de la Croix de fer (1939)
  - 2e Classe (25 octobre 1939)
  - 1re Classe(19 mai 1942)
- Médaille du Front de l'Est (5 août 1942)
- Plaque de bras Crimée (23 août 1942)
- Croix allemande en Or (10 février 1944)
- Croix de chevalier de la Croix de fer
  - Croix de chevalier le 3 septembre 1942 en tant que Generalleutnant et commandant de la 72. Infanterie-Division[1]